# 克拉克鎮區 (密蘇里州沙里頓縣)
克拉克鎮區（英語：Clark Township）是位於美國密蘇里州沙里頓縣的一個行政鎮區。

## 地方資料
克拉克鎮區的面積為93.73平方千米，當中陸地面積為93.13平方千米，而水域面積為0.64平方千米。根據2020年美國人口普查的數據，當地共有人口503人，而人口密度為每平方千米5.37人。